# Mister Iks
Mister Iks (în rusă Мистер Икс, transliterat: Mister Iks, cu sensul de Domnul X) este un film de comedie muzicală sovietic regizat de Iuli Hmelniţki. Se bazează pe opereta cu același nume din 1956 de la Teatrul de Comedie Muzicală din Leningrad. Opereta în sine a fost o adaptare rusească a operetei Die Zirkusprinzessin (Prințesa circului) compusă de Emmerich Kálmán.
Filmările au început în 1957, cu mulți dintre actorii și artiștii de la Teatrul din Leningrad distribuiți în acest film. A avut premiera în Uniunea Sovietică și în alte țări la 2 mai 1958.

## Rezumat
Un om misterios, sub numele de Mister Iks, interpretează la circ, cântând la vioară, pe un scaun suspendat în aer prin frânghii. Melodiile sale sunt triste, reflectând tumultul său intern - dragostea sa pentru o doamnă nobilă și faptul că relația sa nu este văzută bine de societate. O poveste frumoasă despre prietenie, dragoste și circ este însoțită de vocile cântând ale actorilor.
Cu toate că muzica este din opereta lui Kálmán, atmosfera a fost schimbată de la Rusia țaristă la Franța.
La un moment dat, Marie Latouche efectuează dansul de 20 de minute pe tambur, care a fost realizat ca o referință al celebrului dans al actriței Liubov Orlova în filmul Circul din 1936. 

## Distribuție
- Georg Ots ca domnul X
- Marina Iurasova⁠(ru)[traduceți] ca Theodora Verdier (Prințesa Fedora Palinska în operetei, voce de Tamara Bogdanova) [7]
- Glikeriia Bogdanova-Cesnokova - Karolina (Carla Schlumberger în operetă)
- Grigorie Iaron⁠(ru)[traduceți] ca Pelican (Samuel Pressburger în operetă)
- Zoia Vinogradova⁠(ru)[traduceți] ca Marie Latouche (Miss Mabel Gibson în operetă)
- Nicoli Kașirski⁠(ru)[traduceți] ca Toni (Toni Schlumberger în operetă)
- Anatolie Korolkevici⁠(ru)[traduceți] ca Baron de Kreveliyak (Prinz Sergius Wladimir în operetă)
- Oskar Lind⁠(ru)[traduceți]  (sau Lintz) ca Poisson (Contele Sakusin în operetă)
- David Volosov⁠(ru)[traduceți] ca director al circului (regizorul Stanislawski în operetă)
- Iefim Kopelian ca adorator al Teodorei (nemenționat)
- Gheorgi Kuhlbuș ca adorator al Teodorei (nemenționat)
- Ghennadie Hudiakov⁠(ru)[traduceți] ca slujitor (nemenționat)

## Modificări față de operetă
Chiar dacă filmul se bazează pe Prințesa circului, operetă creată de către compozitorul maghiar Emmerich Kálmán, care a avut premiera la Teatrul an der Wien la Viena la 26 martie 1926, s-au făcut schimbări semnificative deoarece opereta a fost stabilită în Rusia țaristă și conținea mai multe tematici care erau inacceptabile din punctul de vedere al cenzorilor. Filmul a fost mutat de la Sankt Petersburg la Paris, personajele au devenit franceze, iar Aria of Mister X  a Husarilor  a fost înlocuită de Aria marină. Actorul Grigorie Iaron care a jucat rolul lui Pelican a scris: 
„Nici o operetă a lui Kalman nu a avut atât de multe variante diferite în URSS ca Prințesa Circului; și chiar atunci când ea a avut premiera în Uniunea Sovietică, opereta a avut o punere în scenă la Moscova și una diferită la Leningrad. Astfel, primul comic al trupei teatrale de la Moscova l-a portretizat pe Marele Duce Nicolai Nicolaevici al Rusiei în timpul exilului său la Paris. În locul trupei, un american bogat a apărut în teatrul din Leningrad, unde Pelican a fost portretizat ca un chelner care lucra la un restaurant în același timp cu un general rus alb; iar emigrații au dispărut din variantele ulterioare ale acestei operete.”

## Lansare
A fost lansat în anul 1958 și a avut parte de un succes comercial, fiind vizionat de 20,0 milioane de spectatori în cinematografele din Uniunea Sovietică.

## Vezi și
- Listă de filme sovietice din 1958